# Autographa speciosa
Autographa speciosa är en fjärilsart som beskrevs av Rodrigues Ottolengui, 1902. Autographa speciosa ingår i släktet Autographa och familjen nattflyn. Inga underarter finns listade i Catalogue of Life.

## Bildgalleri

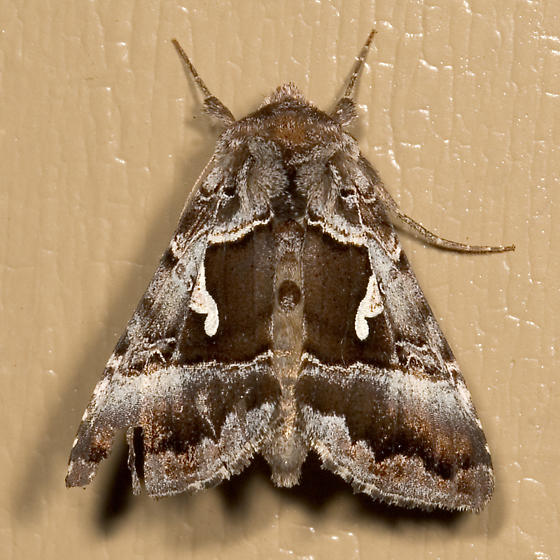